# Осохеев, Жаргал Петрович
Жаргал Петрович Осохеев (род. 20 марта 1984) — российский самбист, бронзовый призёр чемпионата России 2010 года по боевому самбо, кандидат в мастера спорта России. Выступал в полулёгкой весовой категории (до 57 кг). Наставниками Осохеева были Тумун Санжиев и Б. В. Цыдыпов. На внутрироссийских соревнованиях представлял Бурятию.

## Спортивные результаты
- Чемпионат России по боевому самбо 2010 года — ;